# Catatemnus fravalae
Espèce
Catatemnus fravalae est une espèce de pseudoscorpions de la famille des Atemnidae.

## Distribution
Cette espèce est endémique de Côte d'Ivoire. Elle se rencontre vers la station d'écologie de Lamto.

## Publication originale
- Heurtault, 1983 : Pseudoscorpions de Côte d'Ivoire. Revue Arachnologique, vol. 5, p. 1-27.